# Université à Hong Kong
Hong Kong est une ville cosmopolite comptant une population active très flexible et ayant un niveau d'instruction très élevé. 
Avec une population de 7,3 millions d'habitants en 2016, 22,2 % de la population sont parvenus au niveau de l'université.
La ville compte onze universités :
- Université municipale de Hong Kong (CityU)
- Université polytechnique de Hong Kong (PolyU)
- Université des sciences et technologies de Hong Kong (HKUST)
- Université baptiste de Hong Kong (HKBU)
- Université chinoise de Hong Kong (CUHK)
- Université de Hong Kong (HKU)
- Université Lingnan (LingU)
- Université d'éducation de Hong Kong (EdUHK)
- Université métropolitaine de Hong Kong (HKMU)
- Université Shue Yan de Hong Kong
- Université Hang Seng de Hong Kong